# Disneyjevi liki v slovenščini
V Sloveniji se Disneyevi stripi v slovenščini pred drugo svetovno vojno skorajda niso pojavljali - razen redkih poskusov srbskih ali hrvaških založnikov v slovenščini, mladi pa so kljub temu brali stripe, ki so izhajali v srbohrvaščini in se tako navadili na tam uporabljena imena. Le v redkih primerih smo že imeli svoje prevode, ki so izhajali še iz risank, ki smo jih Slovenci dobili istočasno z ostalim svetom že v dvajsetih letih.
Prva pasica kakšnega disneyevega stripa v slovenščini je izšla v časopisu Jutro, avgusta 1930, s pasico stripa Miki Miške - Kaj se je zgodilo Mišku z bolnim zobom v izvirniku iz serije Lost on the Desert Island (13.1.1930 - 31.3.1930) Walta Disneya in Wina Smitha, iz pasice so bili odstranjeni oblački, besedilo pa je bilo zapisano v rimah. - Racman Jaka se je v Sloveniji kot Oče Racman prvič pojavil v pasici 10. maja 1959 v časopisu Delo .
Za večino originalnih slovenskih prevodov je sicer kriva slovenska izdaja Politikinega Zabavnika in urednik nekdanjega Zvitorepca, novinar Janez Skočir, ki je delno prevode povzel po srbohrvaških, te pa sta večinoma ustvarila tedanji direktor založbe Politika Vladislav Ribnikar in znani novinar Duda Timotljevič.
Z Disneyevimi stripi so se na Slovenskem ukvarjali vedno novinarji, ki so poskušali vse nadrobnosti imen in vsebine, kolikor se je dalo, prilagoditi originalu, vendar je to zaradi številnih besednih iger v originalu in ekonomičnosti angleškega izražanja zelo težko prenesti v slovenščino.
V začetku devetdesetih let 20. stoletja se z novimi časi in novimi založniki pojavljajo tudi novi prevodi, na primer Branka Gradišnika in nato Jakoba Rotarja, ki pa se med ljudstvom večinoma niso prijeli.

## Slovenski prevodi Disneyevih likov
- April, May, June − Paka, Žaka, Maka
- Asa Duck − Asa
- Beagle Boys − Buldogi, bratje Šavs
- bela pudlica − Žuža
- Big Bad Wolf − Hudobni volk
- Black Pete ali Peg-Leg Pete − Črni Peter
- Bob Parr/Mr. Incredible - Janez Bulc/Neverjetni
- Boris Waddle – Boris Racač
- Br'er Bear − Medved Miško
- Br'er Fox − Lisjak
- Br'er Rabbit − Jurček Uhljač / Uhač
- Buckaroo Duck/Buck Duck – Šerif Racnik
- Buddy Pine/Syndrome - Bučko/Sindrom
- Chip and Dale − prej Cik in Cak, zdaj Tik in Tak
- Clarabelle Cow − Krava Belka
- Clara Cluck − Klara Kokodak
- Daisy Duck − Jakica Racman
- Dancer, Dasher, Vixen, Prancer, Cupid, Comet, Blitzen, Donner, Rudolf − Rudolf, Blisk, Komet, Plesač, Skakač, Kupid (v prevodu Milana Jesiha so sicer ti jeleni: Hudko, Skočko, Kupidko, Tresko, Plamenko, Kometko, Blisko in Plesko)
- Dangerous Dan McBoo − Tone Slika
- Daniel McDuck – Kornelij Mlakar
- Dash Parr - Brzislav Bulc
- Dihurček − Dikec
- Dim Witty (mornar Mornarja Joca) Mate
- Doctor Einmug − Profesor Možgon
- Donald Duck – Jaka Racman
- Don de Pato − Plemeniti de Pato
- Double-O Duck − Agent trikrat nič
- Drusilla − Valerijana
- Duckburgish (jezik) − racmanščina
- Duckland − Račija
- Eega Beeva − Iga Biba
- Ellsworth - Kroki
- Fethry Duck − Graka
- general iz stare Grčije − General Mihenos
- Gladstone Gander − Lepi Šime
- Goofy − (Lepi) Pepe
- Goosetown – Gosjigrad
- Grandma Duck − Babica Katica
- Gus Goose − Gosak Lačnik
- Gus in Jaq − Gusti in Jakec
- Gyro Gearloose − profesor Umnik
- Hazel the Witch − Čarovnica Mici
- Helen Parr/Elastigirl - Helena Bulc/Elastika
- Herbert − Bertl/Heribert
- Horace Horsecollar − Horacij (Konjski)
- Huey Dewey & Louie Junior − prej Pak, Žak in Mak, danes Pero, Mare in Žare (v izdaji Knjižnica Srnica založnika Delta press iz 1980 tudi Račko, Tačko in Sračko)
- Idget the Midget − Zviti Zore
- Jezero, kjer kampirajo Mladi taborniki − Mesečevo jezero
- John D. Rockerduck − Roker Rac
- Kita − Mesko in Plisko
- konjiček Močnega viteza − Lisko
- kuštrava ptica, zadnji primerek na svetu − Kuštra
- Little Helper − Lučko/Žarko
- Little Wolf − Volkec
- lopova − Peter in Črna packa
- Lucius Best/Frozone - Luka Dobrič/Ledeni
- Ludwig Von Drake − Profesor Modrijan
- Mad Madam Mim − Čarovnica Mimi
- Magica De Spell − Maga Coprnon
- Mali buldogi
- Mazuma Duck − Žvenketač
- Micky Mouse − Miki Miška (Miki je bil že iz svojih filmskih časov Miki Miška, pozneje se je udomačil skrajšani Miki, v prevodih Iva Skuška se je pojavil tudi pod imenom Miškolin)
- Mighty Knight − Močni vitez
- Mikijeva soseda − Kljusnik in Kunigunda
- Mikijeva želva − Sara
- Minnie − Mini
- Minijina papiga − Čarli
- Moby Duck − Joco Mornar
- Mortimer Mouse − stric Zlatic
- Morty in Ferdie − Mišek in Pišek
- Newton − Newton
- oreški Super Pepeja – Super oreški
- ornitolog račjigrajskega muzeja − Horacij Pipin
- pekinžan − Lord
- Pepetov konj − (stari) Sivec
- Pluto − Pluton
- potepuški psi − Bambusova banda
- Practical Pig, Fiddler Pig & Fifer Pig − Trije prašički – Premetenko, Goslač, Piskač
- Scamp − Švrk
- seizmolog − profesor Seizmograf/Graf
- Seizmografova papiga − Panki
- Shacktown − Bedni Dol
- Shamrock − Deteljica
- Shamrock Bones − Herlock Sholmes
- Skopušnikov golob pismonoša − Gojko
- Supergoof − Super Pepe
- Svizec Rosomah − Rosomah
- Swashbuckle Duck − Bahač
- Sylvia − Silvija
- Tizzy − Timijana
- Tri princese iz Grabanije
- Umnikov stroj za časovno potovanje − Časoplov
- Unca Zak McWak − striček Novak McKvak
- Uncle Dourduck − stric Resnokljun
- Uncle Scrooge/McDuck − stric Skopušnik (včasih v novejših izdajah Zlatko Šuft, Zlatko Šuft Skopušnik oz. Zlatko Šuft McKvak)
- Uncle Tribilio − stric Tribilij
- Violet Parr - Violeta Bulc
- Waddle Islands – Racačevi otoki
- Woodchucks − Mladi taborniki
- zlobni gusar − Mula-Mula
- Frank Lloyd Drake arhitekt - Jože Pločnik
- Money Bin - Trezor, zdaj Šparalnik